# Магонінг Тауншип (округ Лоуренс, Пенсільванія)
Магонінг Тауншип (англ. Mahoning Township) — селище (англ. township) в США, в окрузі Лоуренс штату Пенсільванія. Населення — 2708 осіб (2020).

## Демографія
Згідно з переписом 2010 року, у селищі мешкали 3083 особи в 1279 домогосподарствах у складі 898 родин. Було 1410 помешкань
Расовий склад населення:
| - 98,9 % — білих - 0,3 % — азіатів - 0,1 % — корінних американців - 0,1 % — чорних або афроамериканців |

До двох чи більше рас належало 0,4 %. Частка іспаномовних становила 0,6 % від усіх жителів.
За віковим діапазоном населення розподілялося таким чином: 19,7 % — особи молодші 18 років, 61,9 % — особи у віці 18—64 років, 18,4 % — особи у віці 65 років та старші. Медіана віку мешканця становила 44,8 року. На 100 осіб жіночої статі у селищі припадало 93,2 чоловіків;  на 100 жінок у віці від 18 років та старших — 93,0 чоловіків також старших 18 років.
Середній дохід на одне домашнє господарство  становив 54 954 долари США (медіана — 40 521), а середній дохід на одну сім'ю — 61 207 доларів (медіана — 45 833). Медіана доходів становила 43 295 доларів для чоловіків та 29 792 долари для жінок. За межею бідності перебувало 15,3 % осіб, у тому числі 24,0 % дітей у віці до 18 років та 7,2 % осіб у віці 65 років та старших.
Цивільне працевлаштоване населення становило 1286 осіб. Основні галузі зайнятості: освіта, охорона здоров'я та соціальна допомога — 19,0 %, виробництво — 15,8 %, роздрібна торгівля — 14,2 %.